# Auf uns
Auf uns ist ein Lied des deutschen Popsängers Andreas Bourani. Das Stück ist die erste Singleauskopplung aus seinem zweiten Studioalbum Hey.

## Entstehung und Artwork
Geschrieben wurde das Lied gemeinsam von Andreas Bourani, Julius Hartog und Tom Olbrich. Gemischt und produziert wurde die Single von Peter „Jem“ Seifert; als Koproduzenten standen ihm Andreas Bourani, Julius Hartog, Andreas Herbig und Tom Olbrich zur Seite. Gemastert wurde die Single im Kirchhundemer Blacksheep-Studio unter der Leitung von Jem und der Skyline Tonfabrik unter der Leitung von Kai Blankenberg. Als Instrumentalisten wurden Julius Hartog an der Gitarre und dem Piano, Andreas Herbig am Synthesizer, Jem am Bass und den Percussions, Tim Lorenz und Jürgen Stiehle am Schlagzeug, Boris Matchin am Cello, Tom Olbrich am Keyboard und Rodrigo Reichel und Stefan Pintev an der Violine engagiert. Das Lied wurde unter dem Musiklabel Vertigo Records veröffentlicht. Auf dem Cover der Maxi-Singles ist – neben Künstlernamen und Liedtitel – Bourani, dessen Körper in der Mitte waagrecht getrennt wurde und verkehrt herum zusammengesetzt wurde, zu sehen. Das Coverbild wurde von Harald Hoffmann und Dirk Rudolph geschossen und von letzteren designt.

## Veröffentlichung und Promotion
Die Erstveröffentlichung von Auf uns erfolgte am 15. April 2014, als Download und als CD in Deutschland, Österreich und der Schweiz. Die Maxi-Single ist als 2-Track-Single, mit einer Akustikversion von Auf uns als B-Seite, erhältlich.
Im Vorfeld zur Fußball-Weltmeisterschaft 2014 wurde Auf uns von der ARD zum „WM-Song“ für die täglichen Berichterstattungen erkoren. Somit war das Lied in sämtlichen Werbetrailern und Zusammenfassungen rund um die Fußball-WM in der ARD zu hören. Im ARD WM-Club, der täglich zum Abschluss eines Spieltages lief, spielte Bourani das Lied zwei Mal live. Nach dem Sieg der deutschen Nationalmannschaft im Finalspiel gegen Argentinien wurde das Lied im Maracanã gespielt. Am 15. Juli 2014 spielte Bourani das Lied live beim Empfang der deutschen Nationalmannschaft auf der Fanmeile vor dem Brandenburger Tor.
Abseits der Fußball-WM untermalt Auf uns außerdem den Kampagnenfilm (TV- und Kino-Werbespot) für „50 Jahre Aktion Mensch“. Um das Lied weiter zu bewerben, folgten unter anderem Liveauftritte zur Hauptsendezeit im Vorfeld des Eurovision Song Contest 2014, während des Grand Prix Countdowns von der Hamburger Reeperbahn und während der Single-Jahreschartsausgabe der ultimativen Chartshow.

## Inhalt
Der Liedtext zu Auf uns ist in deutscher Sprache verfasst. Die Musik und der Text wurden gemeinsam von Andreas Bourani, Julius Hartog und Tom Olbrich geschrieben beziehungsweise komponiert. Musikalisch bewegt sich das Lied im Bereich der Popmusik. Im Lied geht es um die Zukunft und wie sich diese für jeden einzelnen Menschen entwickelt. Der Text wurde durchgängig in einer optimistischen, positiven Sprache geschrieben. Die Hauptaussage lautet, dass „Aufgeben“ keine Lösung ist.

„Ein Hoch auf das, was vor uns liegt,

dass es das Beste für uns gibt.

Ein Hoch auf das, was uns vereint,

auf diese Zeit. (Auf diese Zeit)
Ein Hoch auf uns (uns), auf dieses Leben,

auf den Moment, der immer bleibt.

Ein Hoch auf uns (uns), auf jetzt und ewig,

auf einen Tag Unendlichkeit.“

In diversen Interviews betonte Bourani, dass er das Lied nicht extra für die Fußball-WM geschrieben habe. Er sei aber stolz darauf, dass sich das Lied zu einer Fußball-Hymne während der Fußball-WM-2014 entwickelt habe. Zur Entstehung des Stücks sagte er gegenüber der Bunten folgendes: „Ich habe das Lied vor über einem Jahr mit unserem Gitarristen geschrieben, nach einem tollen Abend mit meinen Freunden. Es war eine spaßige Nacht voller Euphorie und am nächsten Tag hatte ich noch die Zeile „Auf uns“ im Kopf – weil wir auf uns angestoßen haben. Wir sind eine große Clique.“

## Musikvideo
Das Musikvideo zu Auf uns wurde sowohl in und um Berlin als auch in Hamburg gedreht und feierte am 23. April 2014 auf der Videoplattform YouTube seine Premiere. Das Video beginnt mit einem Blick auf einige Wahrzeichen Berlins (Berliner Siegessäule, Berliner Fernsehturm, Hochhausblöcke und ein Blick über die Stadt). Danach ist Bourani am Alexanderplatz, Potsdamer Platz und vielen weiteren Schauplätzen zu sehen, wo er jeweils das Lied singt. Zwischendurch sind immer wieder Ausschnitte von Menschen in freudigen Situationen zu sehen, die zu den jeweiligen Schlagworten im Text passen. Die Gesamtlänge des Videos beträgt 4:03 Minuten. Regisseur und Produzent ist Kim Frank. Bis September 2024 zählte das Video über 86 Millionen Aufrufe bei YouTube.

## Mitwirkende
| Liedproduktion - Kai Blankenberg: Mastering - Andreas Bourani: Gesang, Komponist, Koproduzent, Liedtexter - Julius Hartog: Gitarre, Komponist, Koproduzent, Liedtexter, Piano - Andreas Herbig: Koproduzent, Synthesizer - Harald Hoffmann: Fotograf - Tim Lorenz: Schlagzeug - Boris Matchin: Cello - Tom Olbrich: Keyboard, Komponist, Koproduzent, Liedtexter - Stefan Pintev: Violine - Rodrigo Reichel: Violine - Peter „Jem“ Seifert: Abmischung, Bass, Mastering, Musikproduzent, Perkussion - Jürgen Stiehle: Schlagzeug Artwork (Cover) - Dirk Rudolph: Artwork, Fotograf | Unternehmen - Blacksheep-Studio: Mastering - Skyline Tonfabrik: Mastering - Vertigo Records: Musiklabel Musikvideo - Jan Boehme: Stuntman - Kim Frank: Filmeditor, Filmproduzent, Filmregisseur, Kameramann - Julia Golembiowski: Filmproduktionsleitung - Jan Philipp Grelich: Kameraassistent - Florian Kleine: Schauspieler - Annika Lange: Regieassistentin - Oliver Schorch: Beleuchter, Kranoperator - Toni Schultz: Oberbeleuchter - Bodo Spliester: Lichtassistent - Tyrell van Boog: Schauspieler |

## Rezeption

### Rezensionen
Levi Kießling vom deutschsprachigen Musik-Portal dance-charts.de beurteilte das Stück wie folgt: „Auf uns ist eine schön geschriebene Pop-Nummer mit niveauvollem Text und einem schönen Hintergrund. Zurecht stieg der Track auf Platz eins der Deutschen Singlecharts ein und mit seinen zahlreich, im Internet vorhandenen Bootlegs kommen auch die EDM-Fans hier auf ihre Kosten. Definitiv eine Kaufempfehlung.“
Das Lied sei eine „unerträgliche Selbstbeweihräucherung“, urteilte der Musikjournalist Samir H. Köck in der Tageszeitung Die Presse.

### Preise
Bei der Echoverleihung 2015 wurde Auf uns mit einem ECHO Pop in der Kategorie Radio-ECHO ausgezeichnet. Dieser Preis wurde während der Verleihung von den Zuschauern per Telefon- und SMS-Abstimmung gewählt. Am 24. April 2015 wurde Auf uns mit einem Radio Regenbogen Award in der Kategorie Song des Jahres prämiert.

## Kommerzieller Erfolg

### Chartplatzierungen
Auf uns erreichte in Deutschland Position eins der Singlecharts und konnte sich insgesamt zwei Wochen auf Position eins und 19 Wochen in den Top 10 halten. In Österreich erreichte die Single ebenfalls Position eins und konnte sich insgesamt eine Woche an der Spitze, 12 Wochen in den Top 10 und 72 Wochen in den Charts halten. In der Schweiz erreichte die Single Position zwei und konnte sich insgesamt fünf Wochen in den Top 10 und 55 Wochen in den Charts halten. Auf uns war für einen Zeitraum von sechs Wochen das erfolgreichste deutschsprachige Lied in den deutschen Singlecharts, sowie für drei Wochen das erfolgreichste deutschsprachige Lied in den österreichischen Singlecharts. Auf uns platzierte sich in den Single-Jahrescharts von 2014 in Deutschland auf Position vier, in Österreich auf Position neun und in der Schweiz auf Position 28. 2015 platzierte sich Auf uns in den deutschen Single-Jahrescharts auf Position 76, sowie auf Position 66 in Österreich.
Für Bourani als Autor und Interpret ist dies der vierte Charterfolg in Deutschland und Österreich sowie der zweite in der Schweiz. In Deutschland und Österreich ist es sein erster Nummer-eins-Erfolg und inklusive der Schweiz sein erster Top-10-Erfolg. Nach Nur in meinem Kopf platzierte sich zum zweiten Mal eine Single Bouranis gleichzeitig in allen D-A-CH-Staaten in den Charts. In Deutschland konnte sich bis heute keine Single Bouranis höher in den Charts platzieren. In Österreich und der Schweiz konnte sich bis heute keine Single höher und länger in den Charts platzieren.
| ChartsChartplatzierungen | Höchstplatzierung | Wochen |
| ------------------------ | ----------------- | ------ |
| Deutschland (GfK)        | 1 (80 Wo.)        | 80     |
| Österreich (Ö3)          | 1 (72 Wo.)        | 72     |
| Schweiz (IFPI)           | 2 (55 Wo.)        | 55     |

| ChartsJahrescharts (2014) | Platzierung |
| ------------------------- | ----------- |
| Deutschland (GfK)         | 4           |
| Österreich (Ö3)           | 9           |
| Schweiz (IFPI)            | 29          |

| ChartsJahrescharts (2015) | Platzierung |
| ------------------------- | ----------- |
| Deutschland (GfK)         | 76          |
| Österreich (Ö3)           | 66          |

| ChartsJahrescharts (2010–2019) | Platzierung |
| ------------------------------ | ----------- |
| Österreich (Ö3)                | 11          |

### Auszeichnungen für Musikverkäufe
Im Juni 2018 wurde Auf uns in Deutschland mit einer Diamant-Schallplatte für über eine Million verkaufte Exemplare ausgezeichnet. Damit zählt Auf uns zu den meistverkauften Singles in Deutschland. In Österreich wurde die Single am 29. September 2014 mit Platin für über 30.000 verkaufte Einheiten und in der Schweiz 2015 mit Platin für über 30.000 verkaufte Exemplare ausgezeichnet. Insgesamt verkaufte sich die Single europaweit über 1.060.000 Mal und wurde zweimal mit Platin und einmal mit Diamant ausgezeichnet, damit ist es der meistverkaufte Tonträger Bouranis bis heute.

| Land/Region        | Auszeichnungen für Musikverkäufe (Land/Region, Auszeichnung, Verkäufe) | Verkäufe  |
| ------------------ | ---------------------------------------------------------------------- | --------- |
| Deutschland (BVMI) | Diamant                                                                | 1.000.000 |
| Österreich (IFPI)  | Platin                                                                 | 30.000    |
| Schweiz (IFPI)     | Platin                                                                 | 30.000    |
| Insgesamt          | 2× Platin · 1× Diamant ·                                               | 1.060.000 |

## Coverversionen
- 2014: Siegestanz (Ein Hoch auf uns), eine am 17. Juni 2014 veröffentlichte Single des Labels Allmusica. Für Siegestanz ist dies der erste und bis heute einzige Charterfolg. Für Bourani ist dies der fünfte Charterfolg als Autor in Österreich.
- 2015: Opus Sanctus, der deutsche Kirchenchor nahm das Lied für ihr Debütalbum Opus Sanctus auf.
- 2015: Scala & Kolacny Brothers, der belgische Mädchenchor veröffentlichte das Lied auf seinem zweiten deutschsprachigen Album Unendlich.
- 2015: Xavier Naidoo, der deutsche Soulsänger sang das Lied in der zweiten Staffel von Sing meinen Song – Das Tauschkonzert und wurde mit seiner Coverversion zum Song des Abends gewählt. Es erschien als Song des Abends am 26. Mai 2015 als Download-Single.
- 2015: Sing meinen Song 2 Allstars, die Interpreten Andreas Bourani, Yvonne Catterfeld, Hartmut Engler (von Pur), Sebastian Krumbiegel und Tobias Künzel (von den Prinzen), Xavier Naidoo, Christina Stürmer und Daniel Wirtz nahmen das Lied zusammen für den Sampler zur TV-Show auf. Aufgrund hoher Downloadzahlen stieg diese Version auf Position 60 in den Singlecharts in Deutschland und auf Position 56 in Österreich ein. Zum Staffelende sangen alle gemeinsam das Lied.
- 2015: Adoro, sie nahmen das Lied neu für ihr siebtes Studioalbum Lichtblicke auf.[27]
- 2015: SpongeBob Schwammkopf, auf dem Album Das SuperBob Album werden wie auf den Vorgängeralben bekannte Popsongs mit neuen Texten aus der Sicht der Zeichentrickfigur interpretiert (gesungen vom deutschen Synchronsprecher Santiago Ziesmer), darunter auch Auf uns unter dem Titel Am Meeresgrund.